# 문화과학궁전
문화과학궁전(文化科學宮殿，폴란드어: Pałac Kultury i Nauki, PKiN)은 폴란드 바르샤바에 있는 마천루이다. 문화과학궁전은 폴란드에서 두 번째로 높은 건물이며, 유럽 연합에서는 8번째로 높은 건물에 해당한다.

## 개요
스탈린 건축 양식으로 이오시프 스탈린에 의해 폴란드에게 증여 형식으로 건설되었으며 원래 명칭도 이오시프 스탈린 문화 과학 궁전 (Pałac Kultury i Nauki imienia Józefa Stalina)였지만 스탈린의 사후 스탈린 격하 운동에 따라 이오시프 스탈린의 명칭은 삭제되었다.
문화과학궁전은 높이 237 미터, 42층 높이, 첨탑의 높이가 49 미터이고 총 객실 수는 3,288개이다. 전체의 총 바닥 면적은 2만 3,000 평방 미터이며, 내부에는 3,000명을 수용할 수 있는 영화관, 극장, 박물관, 서점, 회의장, 전시장 등이 들어서 있다. 동유럽 혁명에 의한 사회주의 체제 붕괴 이후 기업의 사무실이 다수 입주 해 있다. 또한 FM 라디오 및 텔레비전 방송 송수신 장으로서의 역할도 담당하고 있다.

## 같이 보기
- 폴란드의 마천루 목록